# Psydrax grandifolia
Psydrax grandifolia är en måreväxtart som först beskrevs av George Henry Kendrick Thwaites, och fick sitt nu gällande namn av Colin Ernest Ridsdale. Psydrax grandifolia ingår i släktet Psydrax och familjen måreväxter. Inga underarter finns listade i Catalogue of Life.